# Aregno
Aregno (en idioma corso Aregnu) es una comuna  y población de Francia, en la región de Córcega, departamento de Alta Córcega.
Su población en el censo de 1999 era de 567 habitantes, siendo la comuna  más poblada del cantón.

## Demografía
| 381 | 359 | 490 | 547 | 544 | 567 |
| Para los censos de 1962 a 1999 la población legal corresponde a la población sin duplicidades (Fuente: INSEE [Consultar]) |     |     |     |     |     |